# تانتالیت
تانتالیت  (به انگلیسی: Tantalite) با فرمول شیمیایی (FeMn)Ta2O6 از مجموعه کانی هاست و از ترکیب شیمیایی آن گرفته شده‌است. متغیر مانند نیوبیت برای اولین بار در فنلاند کشف شد و از نظر شکل بلور: منشوری - پهن و کوتاه، رنگ: سیاه - قهوه ای، شفافیت: غیر شفاف، شکستگی: صدفی - نامنظم، جلا: چرب - نیمه فلزی، رخ: ناکامل- مطابق با سطح، سیستم تبلور: ارترومبیک و در رده‌بندی اکسید است  و منشأ تشکیل آن پگماتیتی - آبرفتی است.
همایند کانی‌شناسی (پارانژ) آن آلانیت - نیوبیت - کلومبیت- اسپودومن- کاسیتریت- بریل- توپاز است
کاربرد : منبع  عنصر تانتال Ta، از نظر ژیزمان توده‌ای - نفوذی تقریباًَ کمیاب است و بیشتر در آلمان غربی، آمریکا، برزیل، فنلاند، استرالیا، سوئد، زیمبابوه یافت می‌شود.